# Стрижак Костянтин Олександрович
Костянти́н Олекса́ндрович Стрижак (нар. 22 листопада 1980) — український борець греко-римського стилю, срібний призер чемпіонату Європи. Майстер спорту України міжнародного класу.

## Біографія
Греко-римською боротьбою почав займатися з 1996 року. Виступав за клуб ЦСКА Київ. Після завоювання срібної медалі на Чемпіонаті Європи 2004 року Костянтину Стрижаку та його тренеру, заслуженому тренеру України Миколі Фетісову у 2004 і 2005 роках призначались стипендії Кабінету Міністрів України для видатних спортсменів, тренерів та діячів фізичної культури і спорту. Займався також мішаними бойовими мистецтвами, виступаючи за команди Москви і «Tez Tour Fight» з Харкова, бойовим самбо — віце-чемпіон світу 2007 року з цього виду спорту у вазі понад 90 кг, та сумо — бронзовий призер Чемпіонату світу з боротьби сумо 2004 року в Німеччині і срібний призер Чемпіонату Європи 2005 року в Будапешті. Був керівником Запорізької обласної федерації сумо.
У 30 березня 2011 затримувався співробітниками МВС за підозрою у грабежі.
За часів виборчої кампанії 2012 року був помічений у складі банд тітушок на різних виборчих округах. На скандальному ОВК № 223 представлявся журналістом від провладного кандидата в народні депутати Віктора Пилипишина. Тоді тітушкам вдалося зірвати вибори на цьому окрузі, де перемагав кандидат від опозиції Юрій Левченко.
17 червня 2013 року у складі близько 120 осіб, озброєних помповими дробовиками і травматичною зброєю, здійснили спробу захопити ТОВ «Агрофірма Корнацьких» у селі Чаусове Друге на Миколаївщині. Під час сутички з працівниками агрофірми відкрив стрілянину з вогнепальної зброї. Після цього нападники зникли. Повідомлялося про поранення 5 людей. Аркадій Корнацький був суперником від об'єднаної опозиції на виборах до Верховної Ради на скандальному 132-му виборчому окрузі, де результати виборів не були визнані. Його суперником від влади був голова Миколаївської обласної державної адміністрації Микола Круглов. Корнацький заявив, що нападом керували особисто Микола Круглов і Генпрокурор Віктор Пшонка. Стрижака вдалося ідентифікувати завдяки активістам, що впізнали його на відео нападу, знятому одним із співробітників агрофірми. Він був затриманий, але отримав невеликий штраф і умовний термін. У 2014 році в результаті перегляду його справи Стрижак отримав 4 роки позбавлення волі у в'язниці загального режиму.
У 2017 році Стрижак брав участь у спробі рейдерського захоплення ТД «Дарниця», спорткомплексу «Восход» та силовому кришуванні незаконних будівництв у Дарницькому районі Києва. Також Стрижак з братом Павлом вдерся до квартири місцевого активіста, змінив замки та забарикадувався в ній, заявивши що квартира належить їм, прикриваючись підробним рішенням суду.

## Виступи на Чемпіонатах світу
| Змагання                        | Збірна  | Вагова категорія | Місце |
| ------------------------------- | ------- | ---------------- | ----- |
| Чемпіонат світу з боротьби 2003 | Україна | 120 кг           | 19    |
| Чемпіонат світу з боротьби 2005 | Україна | 120 кг           | 8     |

## Виступи на Чемпіонатах Європи
| Змагання                         | Збірна  | Вагова категорія | Місце  |
| -------------------------------- | ------- | ---------------- | ------ |
| Чемпіонат Європи з боротьби 2002 | Україна | 120 кг           | 8      |
| Чемпіонат Європи з боротьби 2004 | Україна | 120 кг           | Срібло |
| Чемпіонат Європи з боротьби 2005 | Україна | 120 кг           | 15     |

## Виступи на інших змаганнях
| Змагання                                                  | Збірна  | Вагова категорія | Місце  |
| --------------------------------------------------------- | ------- | ---------------- | ------ |
| Чемпіонат світу з боротьби серед військовослужбовців 2001 | Україна | 130 кг           | Срібло |
| Олімпійський кваліфікаційний турнір 2004                  | Україна | 120 кг           | 6      |